# Monte San Giovanni in Sabina
Monte San Giovanni in Sabina é uma comuna italiana da região do Lácio, província de Rieti, com cerca de 728 habitantes. Estende-se por uma área de 30 km², tendo uma densidade populacional de 24 hab/km². Faz fronteira com Mompeo, Montenero Sabino, Rieti, Roccantica, Salisano.

## Demografia
| Variação demográfica do município entre 1861 e 2011                               |
|                                                                                   |
| Fonte: Istituto Nazionale di Statistica (ISTAT) - Elaboração gráfica da Wikipedia |